# Okuniew (gmina)
Okuniew – dawna gmina wiejska istniejąca w latach 1867–1954 w Warszawskiem. Przed wojną siedzibą władz gminy był Okuniew, a po wojnie Długa Kościelna.

## Historia
Gmina Okuniew powstała 13 stycznia 1867 roku w związku z reformą gminną w Królestwie Polskim. Należała do powiatu warszawskiego w guberni warszawskiej.
31 maja 1870 do gminy przyłączono pozbawiony praw miejskich Okuniew. Dobra Okuniewa obejmowały: osadę miejską Okuniew, wsie Okuniew, Sulejówek, Michałów, Zabraniec i Wola Grzybowska oraz folwarki Okuniew, Sulejówek i Wola Grzybowska
W okresie międzywojennym gmina Okuniew należała do powiatu warszawskiego w woj. warszawskim.
1 kwietnia 1930 z gminy Okuniew wyłączono miejscowości: Rembertów z poligonem artyleryjskim, Magenta, Zygmuntów, Karolówka, Grzybowa, Zielona, Mokry Ług, Groszówka i Wesoła, włączając je do gminy Wawer w tymże powiecie. 
Do gminy Okuniew włączono natomiast: 
- z gminy Wawer – wieś Żwir i wieś Żurawka wraz z osadą Krowa;
- z gminy Wiązowna – miejscowości: Cisie, Desna, Długa Kościelna, Gęślin, Grabina, Halinów, Hipolitów, Józefin, Kazimierów, Klin pod Okuniewem (kol.), Konik Nowy, Konik Stary, Królewskie Bagno, Krzewina, Nowiny, Skruda (folw.), Zastawie, Ziemia za Koleją (kol.), Ziemia pod Józefinem (kol.) i Żwirówka[10].

20 października 1933 gminę Okuniew podzielono na 25 gromad: Budziska, Cechówka, Cisie, Desno, Długa Kościelna, Długa Szlachecka, Grabina, Halinów, Hipolitów, Józefin, Kamionek, Kazimierów, Konik Stary, Królewskie Bagno, Krzewina, Michałów, Okuniew, Ostrowik, Sulejówek, Szkopówka, Trzcinka, Zabraniec, Żurawka, Żwir i Żwirówka.
30 grudnia 1937 w gminie Okuniew utworzono gromadę Królewskie Brzeziny z części gromady Królewskie Bagno.
1 kwietnia 1939 z gminy Okuniew wyłączono gromady Cechówka, Sulejówek, Szkopówka, Żurawka, Żwir, które weszły w skład nowo utworzonej gminy Sulejówek w tymże powiecie.
Podczas II wojny światowej w Generalnym Gubernatorstwie, w dystrykcie warszawskim. Okupant przemianował gromadę Królewskie Bagno na Konik Nowy. W 1943 roku gmina Okuniew składała się z 21 gromad i liczyła 6708 mieszkańców: Budziska (125 mieszkańców), Cisie (372), Desno (142), Długa Kościelna (273), Długa Szlachecka (670), Grabina (96), Halinów (423), Hipolitów (229), Józefin (312), Kamionek (142), Kazimierów (115), Konik Nowy (179), Konik Stary (66), Królewskie Brzeziny (79), Krzewina (196), Michałów (527), Okuniew (1680), Ostrowik (231), Trzcinka (148), Zabraniec (614) i Żwirówka (98).
Po wojnie gmina zachowała przynależność administracyjną.
1 lipca 1952 zniesiono powiat warszawski, a gminę Okuniew przyłączono do powiatu wołomińskigo. Równocześnie części obszaru gminy Okuniew włączono do nowo utworzonej gminy Halinów (Cisie, Desno, Długa Kościelna, Grabina, Halinów, Hipolitów, Józefin, Kazimierów, Konik Nowy, Konik Stary, Królewskie Bagno, Krzewina i Żwirówka) i gminy Sulejówek (gromada Długa Szlachecka), które weszły w skład nowo utworzonego powiatu miejsko-uzdrowiskowego Otwock. 
Według stanu z 1 lipca 1952 gmina składała się z 7 gromad: Budziska, Kamionek, Michałów, Okuniew, Ostrowik, Trzcinka i Zabraniec.
Gminę zniesiono 29 września 1954 wraz z reformą wprowadzającą gromady w miejsce gmin. Jednostki nie przywrócono 1 stycznia 1973 roku po reaktywowaniu gmin, a jej dawny obszar wszedł głównie w skład gmin Halinów i Poświętne.

## Zmiany terytorialne
| Miejscowość               | 1867-01-13  | 1870-05-31 | 1930-04-01 | 1939-04-01    | 1951-05-15    | 1952-07-01     | 1957-01-01     | 1958-01-01     |
| ------------------------- | ----------- | ---------- | ---------- | ------------- | ------------- | -------------- | -------------- | -------------- |
| Budziska                  | Okuniew     | Okuniew    | Okuniew    | Okuniew       | Okuniew       | Okuniew        | Okuniew (gr)   | Okuniew (gr)   |
| Cechówka                  | Okuniew     | Okuniew    | Okuniew    | Sulejówek     | Sulejówek     | Sulejówek (dz) | Sulejówek (dz) | Sulejówek (os) |
| Cisie                     | Wiązowna    | Wiązowna   | Okuniew    | Okuniew       | Okuniew       | Halinów (dz)   | Halinów (gr)   | Halinów (gr)   |
| Desno                     | Wiązowna    | Wiązowna   | Okuniew    | Okuniew       | Okuniew       | Halinów (dz)   | Halinów (gr)   | Halinów (gr)   |
| Długa Kościelna           | Wiązowna    | Wiązowna   | Okuniew    | Okuniew       | Okuniew       | Halinów (dz)   | Halinów (gr)   | Halinów (gr)   |
| Długa Szlachecka          | Okuniew     | Okuniew    | Okuniew    | Okuniew       | Okuniew       | Sulejówek (dz) | Sulejówek (dz) | Sulejówek (os) |
| Gęśle                     | Wiązowna    | Wiązowna   | Okuniew    | Okuniew       | Okuniew       | Halinów (dz)   | Halinów (gr)   | Halinów (gr)   |
| Grabina                   | Wiązowna    | Wiązowna   | Okuniew    | Okuniew       | Okuniew       | Halinów (dz)   | Halinów (gr)   | Halinów (gr)   |
| Groszówka                 | Okuniew     | Okuniew    | Wawer      | Sulejówek     | Sulejówek     | Wesoła (dz)    | Wesoła (dz)    | Wesoła (os)    |
| Grzybowa                  | Okuniew     | Okuniew    | Wawer      | Sulejówek     | Sulejówek     | Sulejówek (dz) | Sulejówek (dz) | Sulejówek (os) |
| Halinów                   | Wiązowna    | Wiązowna   | Okuniew    | Okuniew       | Okuniew       | Halinów (dz)   | Halinów (gr)   | Halinów (gr)   |
| Hipolitów                 | Wiązowna    | Wiązowna   | Okuniew    | Okuniew       | Okuniew       | Halinów (dz)   | Halinów (gr)   | Halinów (gr)   |
| Józefin                   | Wiązowna    | Wiązowna   | Okuniew    | Okuniew       | Okuniew       | Halinów (dz)   | Halinów (gr)   | Halinów (gr)   |
| Kamionek                  | Okuniew     | Okuniew    | Okuniew    | Okuniew       | Okuniew       | Okuniew        | Okuniew (gr)   | Okuniew (gr)   |
| Karolówka                 | Okuniew     | Okuniew    | Wawer      | Rembertów (m) | Rembertów (m) | Rembertów (m)  | Warszawa (m)   | Warszawa (m)   |
| Kazimierów                | Wiązowna    | Wiązowna   | Okuniew    | Okuniew       | Okuniew       | Halinów (dz)   | Halinów (gr)   | Halinów (gr)   |
| Konik Nowy                | Wiązowna    | Wiązowna   | Okuniew    | Okuniew       | Okuniew       | Halinów (dz)   | Halinów (gr)   | Halinów (gr)   |
| Konik Stary               | Duchnów     | Wiązowna   | Okuniew    | Okuniew       | Okuniew       | Halinów (dz)   | Halinów (gr)   | Halinów (gr)   |
| Królewskie Bagno          | Wiązowna    | Wiązowna   | Okuniew    | Okuniew       | Okuniew       | Halinów (dz)   | Halinów (gr)   | Halinów (gr)   |
| Królewskie Brzeziny       | Wiązowna    | Wiązowna   | Okuniew    | Okuniew       | Okuniew       | Halinów (dz)   | Halinów (gr)   | Halinów (gr)   |
| Krzewina                  | Wiązowna    | Wiązowna   | Okuniew    | Okuniew       | Okuniew       | Halinów (dz)   | Halinów (gr)   | Halinów (gr)   |
| Magenta                   | Okuniew     | Okuniew    | Wawer      | Rembertów (m) | Rembertów (m) | Rembertów (m)  | Warszawa (m)   | Warszawa (m)   |
| Michałów                  | Okuniew     | Okuniew    | Okuniew    | Okuniew       | Okuniew       | Okuniew        | Okuniew (gr)   | Okuniew (gr)   |
| Mokry Ług                 | Okuniew     | Okuniew    | Wawer      | Rembertów (m) | Rembertów (m) | Rembertów (m)  | Warszawa (m)   | Warszawa (m)   |
| Nowiny                    | Wiązowna    | Wiązowna   | Okuniew    | Okuniew       | Okuniew       | Halinów (dz)   | Halinów (gr)   | Halinów (gr)   |
| Okuniew                   | Okuniew (m) | Okuniew    | Okuniew    | Okuniew       | Okuniew       | Okuniew        | Okuniew (gr)   | Okuniew (gr)   |
| Ostrowik                  | Okuniew     | Okuniew    | Okuniew    | Okuniew       | Okuniew       | Okuniew        | Trzcinka (gr)  | Trzcinka (gr)  |
| Poligon                   | Okuniew     | Okuniew    | Wawer      | Rembertów (m) | Rembertów (m) | Rembertów (m)  | Zielonka (os)  | Zielonka (os)  |
| Rembertów Stary           | Okuniew     | Okuniew    | Wawer      | Rembertów (m) | Rembertów (m) | Rembertów (m)  | Warszawa (m)   | Warszawa (m)   |
| Rembertów Nowy            | Okuniew     | Okuniew    | Wawer      | Rembertów (m) | Rembertów (m) | Rembertów (m)  | Warszawa (m)   | Warszawa (m)   |
| Skruda                    | Wiązowna    | Wiązowna   | Okuniew    | Okuniew       | Okuniew       | Halinów (dz)   | Halinów (gr)   | Halinów (gr)   |
| Sulejówek                 | Okuniew     | Okuniew    | Okuniew    | Sulejówek     | Sulejówek     | Sulejówek (dz) | Sulejówek (dz) | Sulejówek (os) |
| Szkopówka                 | Okuniew     | Okuniew    | Okuniew    | Sulejówek     | Sulejówek     | Wesoła (dz)    | Wesoła (dz)    | Sulejówek (os) |
| Trzcinka                  | Okuniew     | Okuniew    | Okuniew    | Okuniew       | Okuniew       | Okuniew        | Trzcinka (gr)  | Trzcinka (gr)  |
| Wesoła                    | Okuniew     | Okuniew    | Wawer      | Sulejówek     | Sulejówek     | Wesoła (dz)    | Wesoła (dz)    | Wesoła (os)    |
| Zabraniec                 | Okuniew     | Okuniew    | Okuniew    | Okuniew       | Okuniew       | Okuniew        | Trzcinka (gr)  | Trzcinka (gr)  |
| Zagaje (Ziemia za Koleją) | Wiązowna    | Wiązowna   | Okuniew    | Okuniew       | Okuniew       | Halinów (dz)   | Halinów (gr)   | Halinów (gr)   |
| Zastawie                  | Wiązowna    | Wiązowna   | Okuniew    | Okuniew       | Okuniew       | Halinów (dz)   | Halinów (gr)   | Halinów (gr)   |
| Zielona (Grzybowska)      | Okuniew     | Okuniew    | Wawer      | Sulejówek     | Sulejówek     | Wesoła (dz)    | Wesoła (dz)    | Wesoła (os)    |
| Zygmuntów                 | Okuniew     | Okuniew    | Wawer      | Rembertów (m) | Rembertów (m) | Rembertów (m)  | Warszawa (m)   | Warszawa (m)   |
| Żurawka                   | Okuniew     | Okuniew    | Okuniew    | Sulejówek     | Sulejówek     | Sulejówek (dz) | Sulejówek (dz) | Sulejówek (os) |
| Żwir (Ratajewo)           | Okuniew     | Okuniew    | Okuniew    | Sulejówek     | Sulejówek     | Sulejówek (dz) | Sulejówek (dz) | Sulejówek (os) |
| Żwirówka                  | Wiązowna    | Wiązowna   | Okuniew    | Okuniew       | Okuniew       | Halinów (dz)   | Halinów (gr)   | Halinów (gr)   |